# 裸婚 (結婚方式)
裸婚是一个在2008年出现的中文流行语，意思是只登記結婚，不办婚礼、不摆婚宴、不拍婚纱照、不度蜜月、不买房子的结婚方式。

## 详情
起初导致这一现象的原因通常是经济基础尚不够，或是工作太忙没有时间等。初入大城市的年轻80后白领们在还没有经济实力买房、买车、买钻戒的情况下，这种不办婚礼、不拍婚纱照、不度蜜月的“裸婚”在各大中型城市开始流行，如深圳、西安、上海等大中型城市。
但是隨著時代進步，裸婚已不再代表貧窮。新一代年輕人，越来越認為沒有必要在婚礼之类的套路方面大肆鋪張，與其將金錢浪費在婚禮等，不如拿來做其他更有实际意義的事。